# Погарская сигаретно-сигарная фабрика
Пога́рская сигаре́тно-сига́рная фа́брика — предприятие в городе Погар Брянской области, единственный в России производитель сигар.

## Общие сведения
Является акционерным обществом (АО). На фабрике работает порядка 319 человек и производятся все основные виды табачной продукции, включая нетрадиционные или экзотические для российских потребителей.

## История
В 1864 году промышленник А. Г. Рутенберг (прибалтийский немец) приобрёл табачную мануфактуру Koffsky & Kunchczynski (г. Рига). Под управлением нового собственника мануфактура активно развивалась и в считанные годы превратилась в крупное промышленное предприятие. В 1901 году на промышленной выставке в Риге фабрика получила статус фабрики первой категории, а её продукция была удостоена золотой медали. После смерти А. Г. Рутенберга в 1905 году фабрика перешла по наследству к его сыновьям — Тобиасу, Максу и Густаву, а в 1914 году её уже единолично возглавил Тобиас Рутенберг. На тот момент фабрика насчитывала 700 рабочих и производила 20 миллионов сигар, 3,5 миллиона сигарет, 114 миллионов папирос, а также несколько тонн трубочных табаков высшего сорта.
После начала Первой мировой войны Тобиасом Рутенбергом было принято решение о переносе части производства подальше от линии фронта — в город Погар Стародубского уезда Черниговской губернии. Выбор места был не случайным: в Черниговской губернии Российской империи в то время выращивалось около 1 миллиона 830 тысяч пудов табака, в том числе и для Рижской фабрики, которая частично его перерабатывала, а частично отправляла в Европу на традиционную табачную ярмарку в Бремене. Так, с 1915 года началась история «Погарской табачной фабрики» Рутенберга.
В 1919 году предприятие было национализировано. В первые годы советской власти оно работало нестабильно в связи с развалом регионального табаководства и дефицитом сырья. Однако в годы коллективизации ситуация выровнялась, темпы производства сигар и папирос начали расти.
Фабрика работала и во время Великой Отечественной войны (в частности, известна легенда о поставке сигар для Черчилля во время Ялтинской конференции, для которой якобы с фронта даже специально отзывали рабочего-крутильщика).
В 1990-е годы фабрика была приватизирована и чудом избежала банкротства, но смогла оправиться и даже расширить ассортимент (в частности, стала производить табак для кальяна).
Начиная с 2004 года на мощности фабрики было перенесено производство всей выпускаемой продукции ООО «Смолтабак» (Смоленск), ОАО «Альвис» (Екатеринбург), ОАО «Астра» (ранее — «Пермская табачная фабрика», Пермь), ОАО «Канская табачная фабрика» (Канск, Красноярский край), ОАО «Челябинская табачная фабрика» (Челябинск), ООО «Бийская табачная фабрика» (Бийск, Алтайский край).